# Alpha Magnetic Spectrometer
Alpha Magnetic Spectrometer (AMS), Magnetyczny Spektrometr Alfa – moduł-eksperyment z dziedziny fizyki cząstek, który został umieszczony na Międzynarodowej Stacji Kosmicznej i którego celem jest dokładny pomiar strumienia naładowanych promieni kosmicznych na niskiej orbicie wokółziemskiej. Eksperyment pozwoli na badanie formowania się Wszechświata, a także na poszukiwanie dowodu istnienia cząstek dziwnych, ciemnej materii oraz swobodnej antymaterii we Wszechświecie. Odkrycie choćby pojedynczych przypadków jąder antyhelu w promieniowaniu kosmicznym dostarczyłoby silnych dowodów na istnienie symetrii między materią i antymaterią.
Początkowo były wątpliwości, czy AMS w ogóle wystartuje, ponieważ nie było pewne, czy uda się wykorzystać pozostałe sprawne użytkowo wahadłowce Space Shuttle. Ostatecznie jednak Izba Reprezentantów Stanów Zjednoczonych zezwoliła na dodatkowy lot wahadłowca m.in. w celu dostarczenia urządzenia na stację kosmiczną. Końcowy montaż dokonał się w CERN-ie. Sprzęt dotarł do Centrum Kosmicznego im. Johna F. Kennedy’ego 26 sierpnia 2010. Start promu kosmicznego Endeavour z AMS-02 w ramach misji STS-134 nastąpił 16 maja 2011. AMS-02 został zainstalowany na ISS 19 maja 2011.

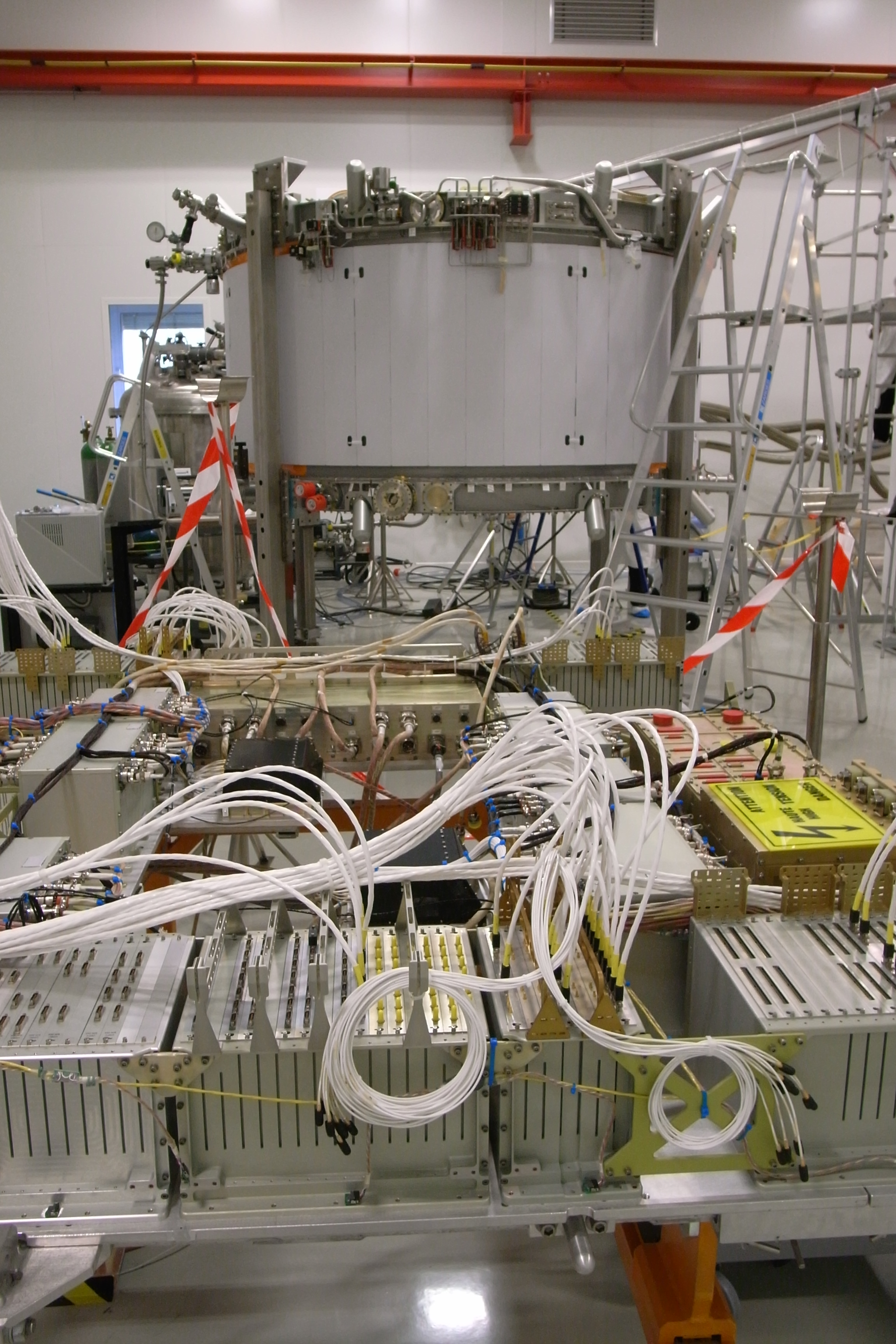
Środkowa część AMS-u (magnes i detektor śladów) w clean roomie w CERN-ie

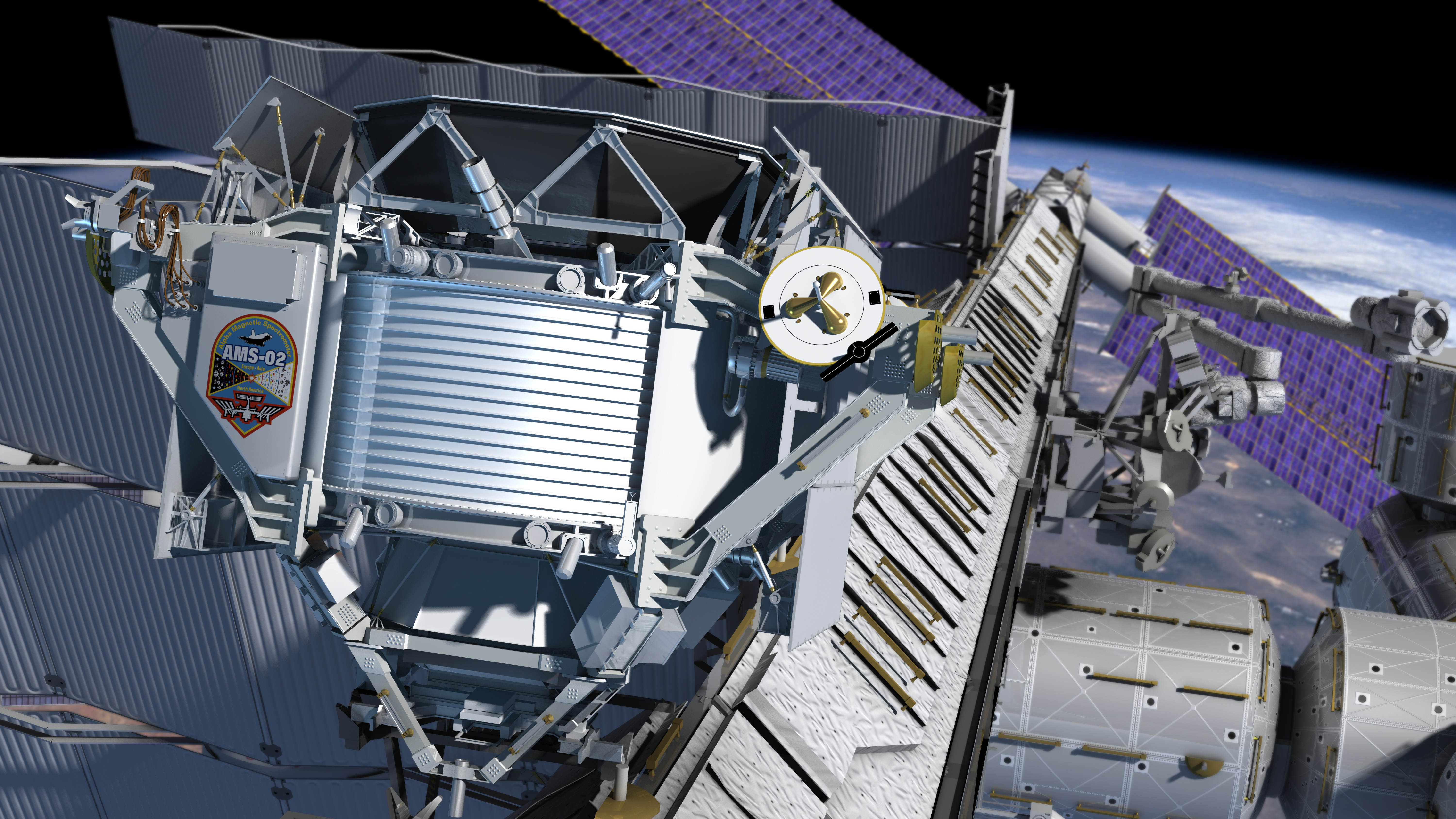
Wizualizacja AMS-02

## Projekt i jego rozwój
Eksperyment został zaproponowany w 1995 roku przez Samuela Tinga, fizyka cząstek elementarnych (wkrótce po porzuceniu projektu Superconducting Super Collider), który został kierownikiem grupy badawczo-rozwojowej złożonej z 500 naukowców pochodzących z 56 instytutów w 16 krajach. Ten kosztujący 1,5 mld dolarów eksperyment został nazwany przez The New York Times „jednym z najbardziej kosztownych eksperymentów naukowych kiedykolwiek zaprojektowanych”.

## Problemy ze startem
NASA miała zapewnić transport do Międzynarodowej Stacji Kosmicznej (ISS) na pokładzie jednego z jej wahadłowców. Prototyp AMS (AMS-01) poleciał w przestrzeń kosmiczną wraz z lotem STS-91 w roku 1998. Niestety po katastrofie promu Columbia w 2003 NASA postanowiła zredukować liczbę planowanych lotów wahadłowców i wycofać ze służby pozostałe jednostki do roku 2010. W tej sytuacji wysłanie AMS (AMS-02) w przestrzeń kosmiczną stało się problematyczne. W 2006 NASA poszukiwała alternatywnych dróg wysłania AMS do stacji kosmicznej ISS, ale były one zbyt kosztowne. Jednak począwszy od marca 2006 zreorganizowano program STS lotów wahadłowców i ostatni planowany lot przesunięto na lipiec 2010. Dodatkowa misja instalacyjna dla AMS mogła być w tych okolicznościach wykonana w końcu roku 2010, jeśli byłaby zaakceptowana przez Senat, prezydenta USA i NASA. Zaplanowano, że po dostarczeniu AMS (AMS-02) do Międzynarodowej Stacji Kosmicznej zostanie on zainstalowany na strukturze kratownicowej stacji w sekcji USS-02 po zenitowej stronie segmentu S3 za pomocą systemu PAS (Payload Attachment System).

### Ostatnia faza rozwojowa
W maju 2008 została zaproponowana ustawa zezwalająca na wystrzelenie Alpha Magnetic Spectrometer do ISS na pokładzie dodatkowego lotu wahadłowca w roku 2010 lub 2011. Ustawa została przyjęta przez całą Izbę Reprezentantów dnia 11 czerwca 2008. Ustawa przekazana została potem do Senackiej Komisji Handlu, Nauki i Transportu, gdzie także została przyjęta. Następnie przeszła przez obrady całego Senatu i ponownie całej Izby Reprezentantów. Ustawa została podpisana przez prezydenta George’a Busha 15 października 2008 i zapewniła wystarczające środki pozwalające NASA na dodanie jeszcze jednego lotu do programu lotów wahadłowców przed zakończeniem programu Space Shuttle. W styczniu 2009 NASA zdecydowała się wysłać AMS (AMS-02) w ramach misji STS-134, która ostatecznie doszła do skutku w maju 2011.

## Konstrukcja
Urządzenie zawiera takie instrumenty jak:
- układ czasu przelotu 1, który mierzy ładunki cząstek i ich prędkość
- układ czasu przelotu 2
- magnes trwały odchylający tor cząstek naładowanych
- krzemowe urządzenie śledzące, które mierzy pęd cząstek i ich ładunek
- pierścień obrazujący detektor Czerenkowa, który rejestruje promieniowanie Czerenkowa
- kalorymetr elektromagnetyczny, który mierzy kierunek lotu cząstek i ich rodzaj
- licznik antykoincydencyjny, który pozwala oddzielić informacje o cząstkach nadlatujących z boku

Całość zużywa 2400 W mocy i waży 7 ton.

## Ciekawostki
Satelita PAMELA, który został wystrzelony w połowie 2006 w ramach współpracy europejsko-rosyjskiej, przeprowadza pewne eksperymenty podobne do tych planowanych na AMS. Jednakże przypuszcza się, że dzięki AMS będzie można osiągnąć dużo wyższą czułość planowanych pomiarów.
Po wysłaniu w przestrzeń prototypu AMS-01 całkowity koszt projektu AMS szacowano na 33 mln dolarów. Obecne szacunki oscylują wokół kwoty 1,5 mld dolarów, czyli 45-krotnie wyższej od planowanej.